# Cichlasoma amazonarum
Cichlasoma amazonarum är en fiskart som beskrevs av Kullander, 1983. Cichlasoma amazonarum ingår i släktet Cichlasoma och familjen Cichlidae. Inga underarter finns listade i Catalogue of Life.